# Mănăstirea Bogdana (județul Bacău)

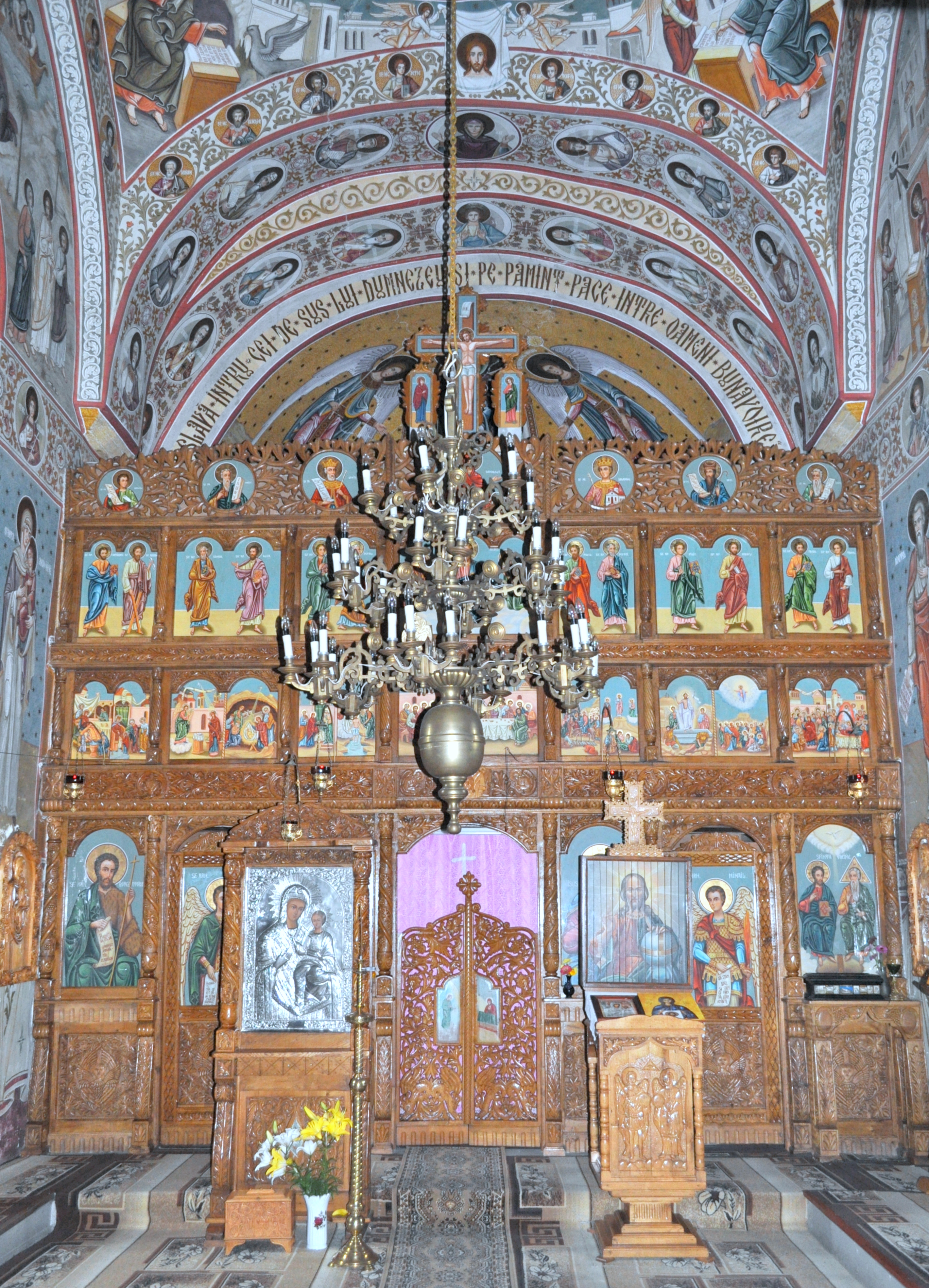
Catapeteasma, foto: iulie 2011.

Mănăstirea Bogdana este o mănăstire ortodoxă din România situată în comuna Ștefan cel Mare, județul Bacău. Ansamblul format din biserica „Pogorârea Sfântului Duh și Sfânta Treime”, paraclisul, stăreția, chilia, turnul clopotniță și zidul de incintă este categorisit ca și Monument de arhitectură, fiind inclus în Lista Monumentelor Istorice din România din 2010 cu indicativul cod LMI BC-II-a-B-00794. În arealul acesteia se găsește și o biserică de lemn clasificată și ea ca monument istoric.

## File de istorie
Situată pe Valea Trotușului, în comuna Ștefan cel Mare, pe locul unui vechi schit, într-o zonă cu păduri seculare, Mănăstirea Bogdana a fost ridicată în anul 1660. După tradiția locală primii călugari s-au așezat în acea zonă începând cu secolul  XIV în vremurile descălecătorului Bogdan, venit din Cuhea Maramureșului, peste Carpați, să întemeieze Țara Moldovei. Chiliile acestora erau răspândite prin pădure și ei se adunau doar la sărbători, în jurul bisericii de lemn ridicată prin osteneala mâinilor lor.
În secolul XVII sihăstria Bogdana ajunsese cunoscută în toată Țara Moldovei. Marele logofăt Solomon Bârlădeanu a transformat la 1660 sihăstria în mănăstire, păstrând hramul „Pogorârea Sf. Duh”. Zidită din piatră și cărămidă, cu ziduri de apărare și turn clopotniță, cu biserica în plan treflat, a avut ca model necropola lui Ștefan cel Mare de la Putna. Solomon Bârlădeanu împreună cu soția sa Ana au înzestrat mănăstirea cu moșii, obiecte de cult, cărți, odoare de argint. Lăcașul a înfruntat de-a lungul vremurilor numeroase intemperii, fiind jefuită de toate valorile. În 1793 biserica a fost aproape în întregime distrusă de un cutremur, iar pentru refacerea ei, s-a vândut Episcopiei Romanului una din moșiile dăruite de ctitor.
După cel de-al doilea război mondial, mănăstirea a cunoscut o inițial intensă viață monahală, devenind cea mai mare mănăstire a județului Bacău, însă în 1959 așezământul a fost desființat, pentru a avea pe rând următoarele destinații: azil pentru bolnavi neuropsihic, tabără pentru copii, depozit de cărți vechi, complex muzeistic cu obiecte de artă veche bisericească.
Episcopia Romanului a început în 1979 refacerea vechii așezări monahale organizând totodată un depozit-muzeu care cuprinde un patrimoniu de carte veche si artă medievală românească. Icoanele păstrate aici datează din sec. XVIII - XIX. Colecțiile nu au caracter public. Tezaurul mănăstirii Bogdana mai cuprinde și pomelnicele unor biserici și schituri din județ.
În 1990 lăcașul și-a recăpătat statutul de mănăstire.

## Imagini

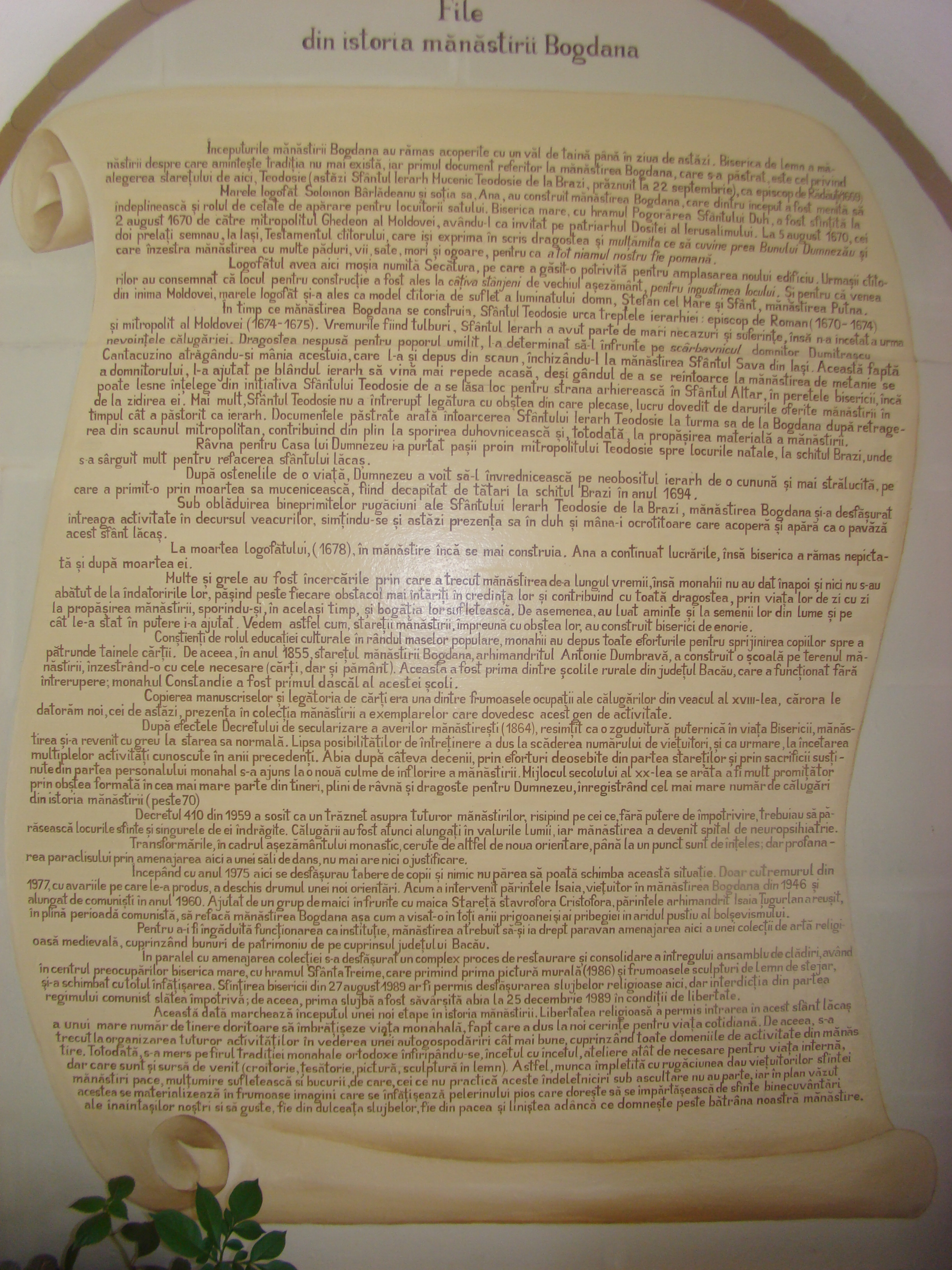
Istoric
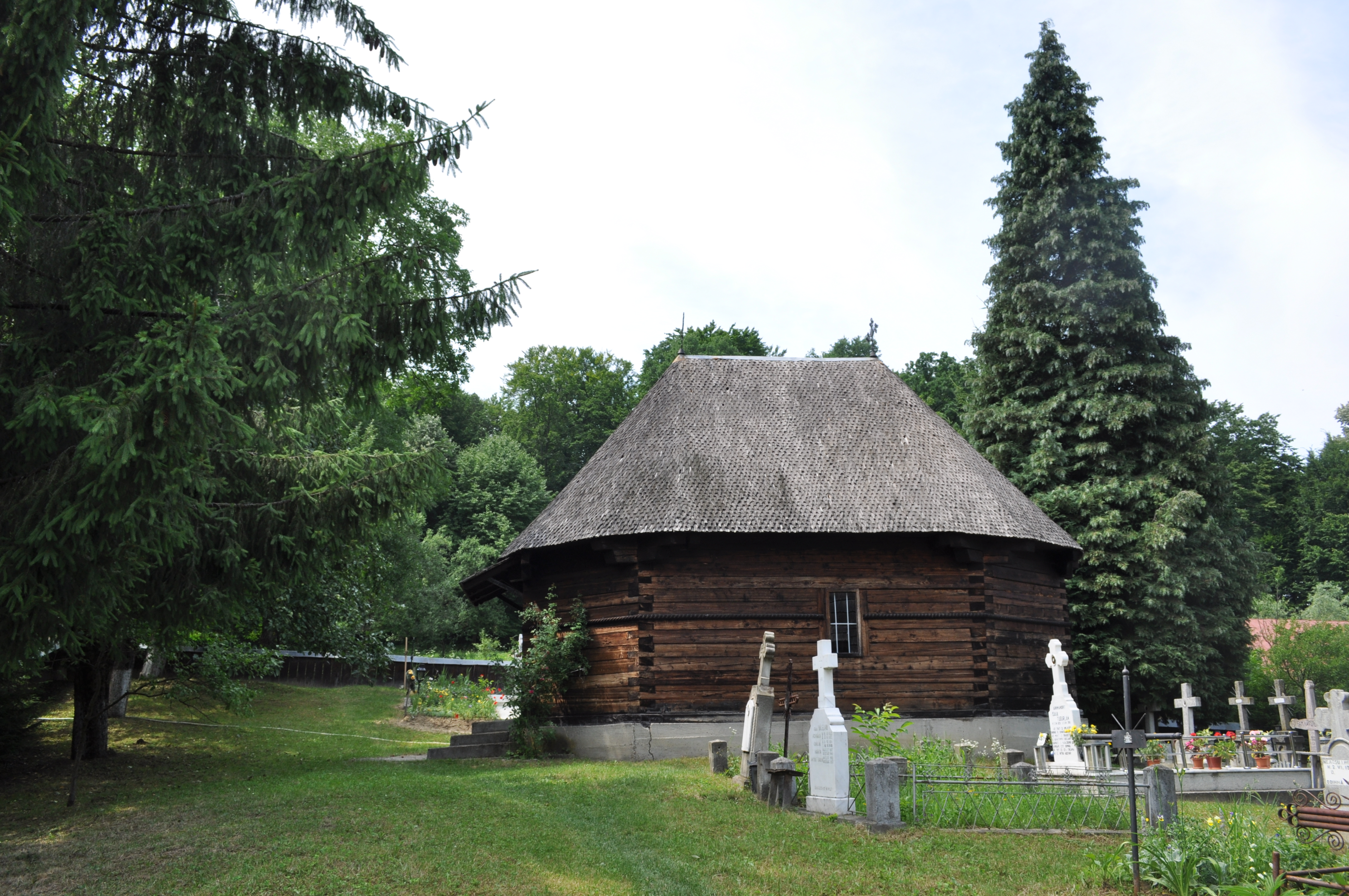
Biserica de lemn
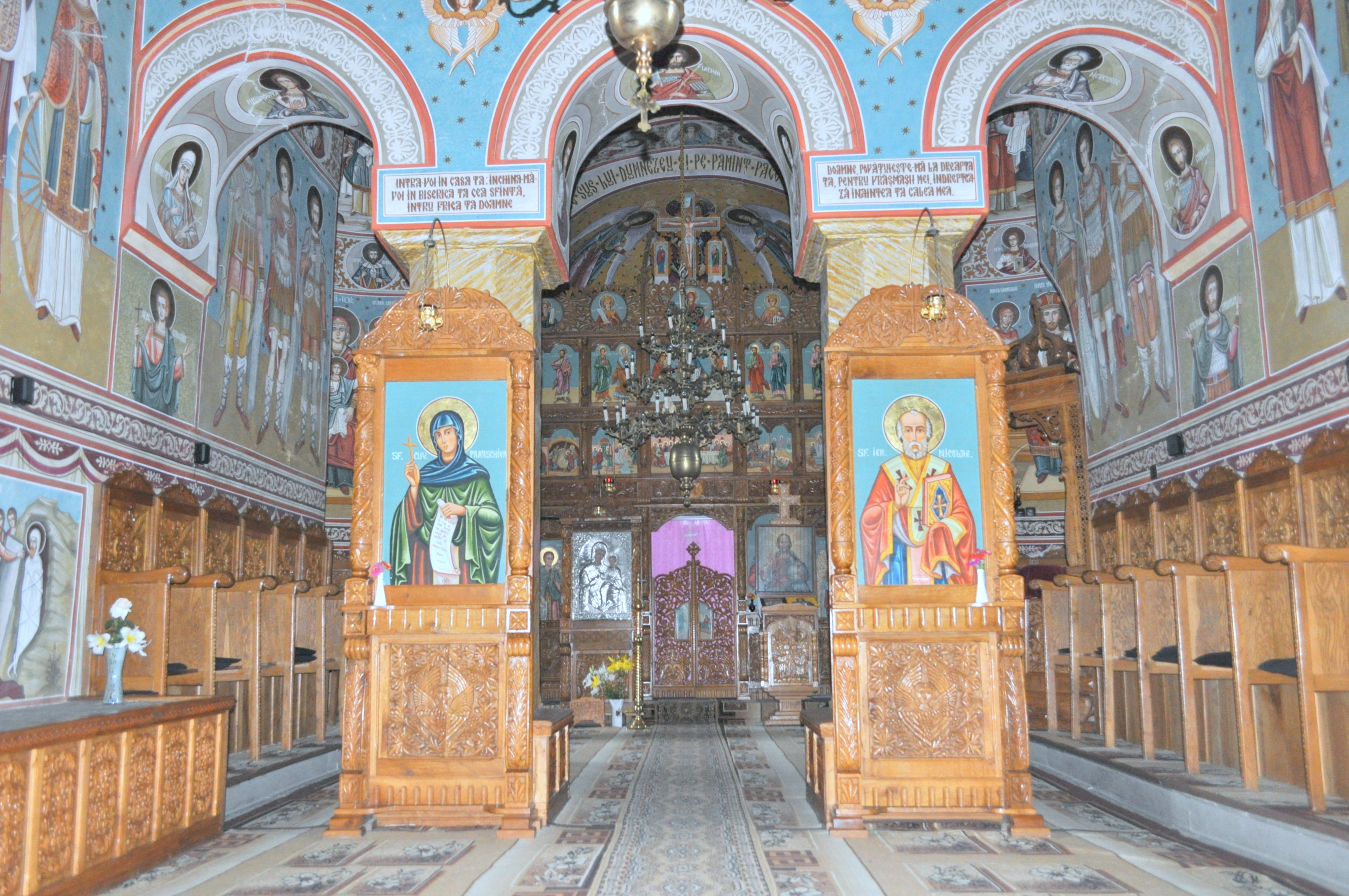
Interiorul bisericii de zid
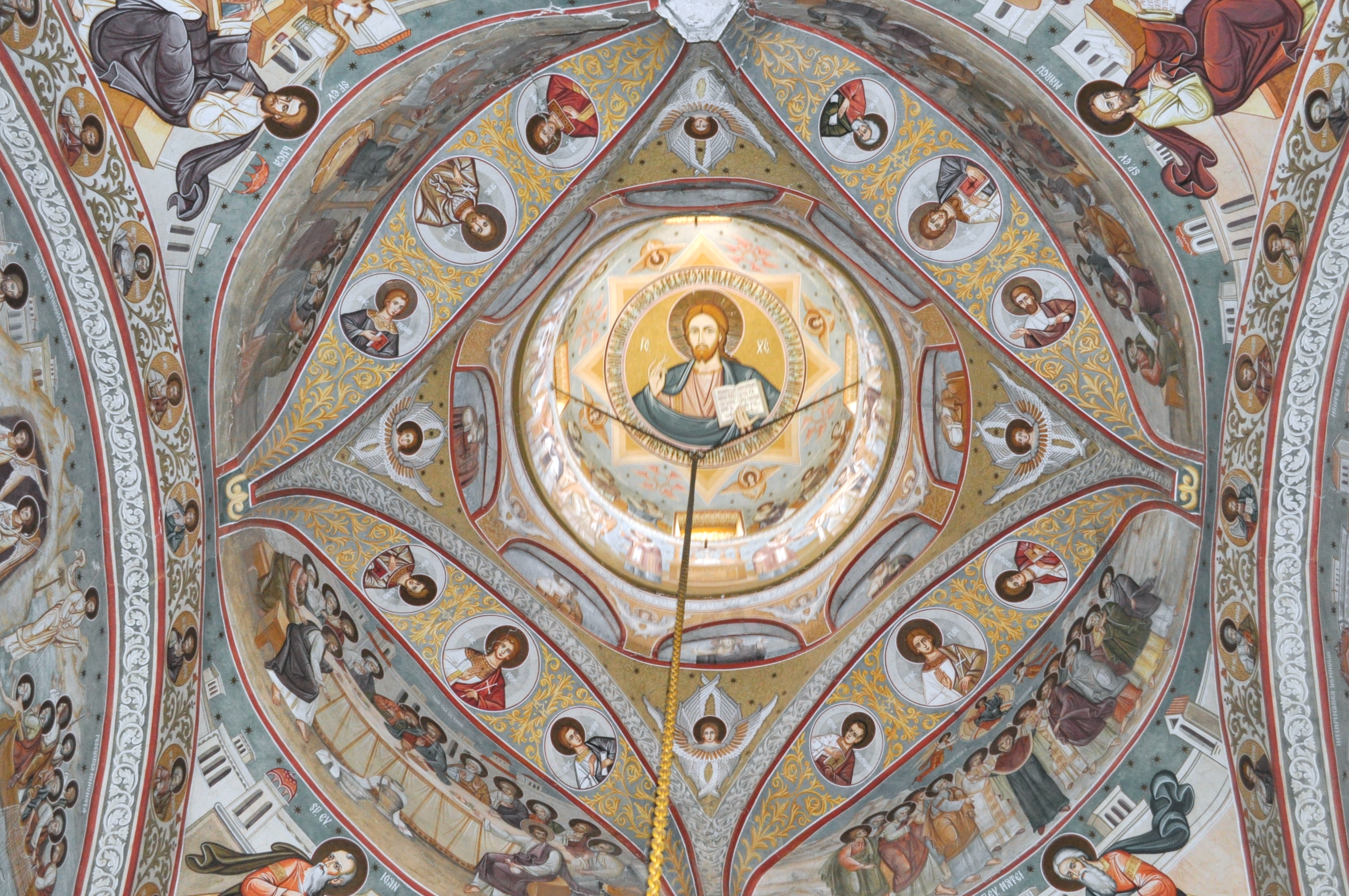
Cupola